# Thérèse de Groot
Thérèse de Groot (Novo mesto, 13 mei 1930 - Den Haag, 15 oktober 2011) was een Sloveens-Nederlandse beeldhouwster.

## Leven en werk

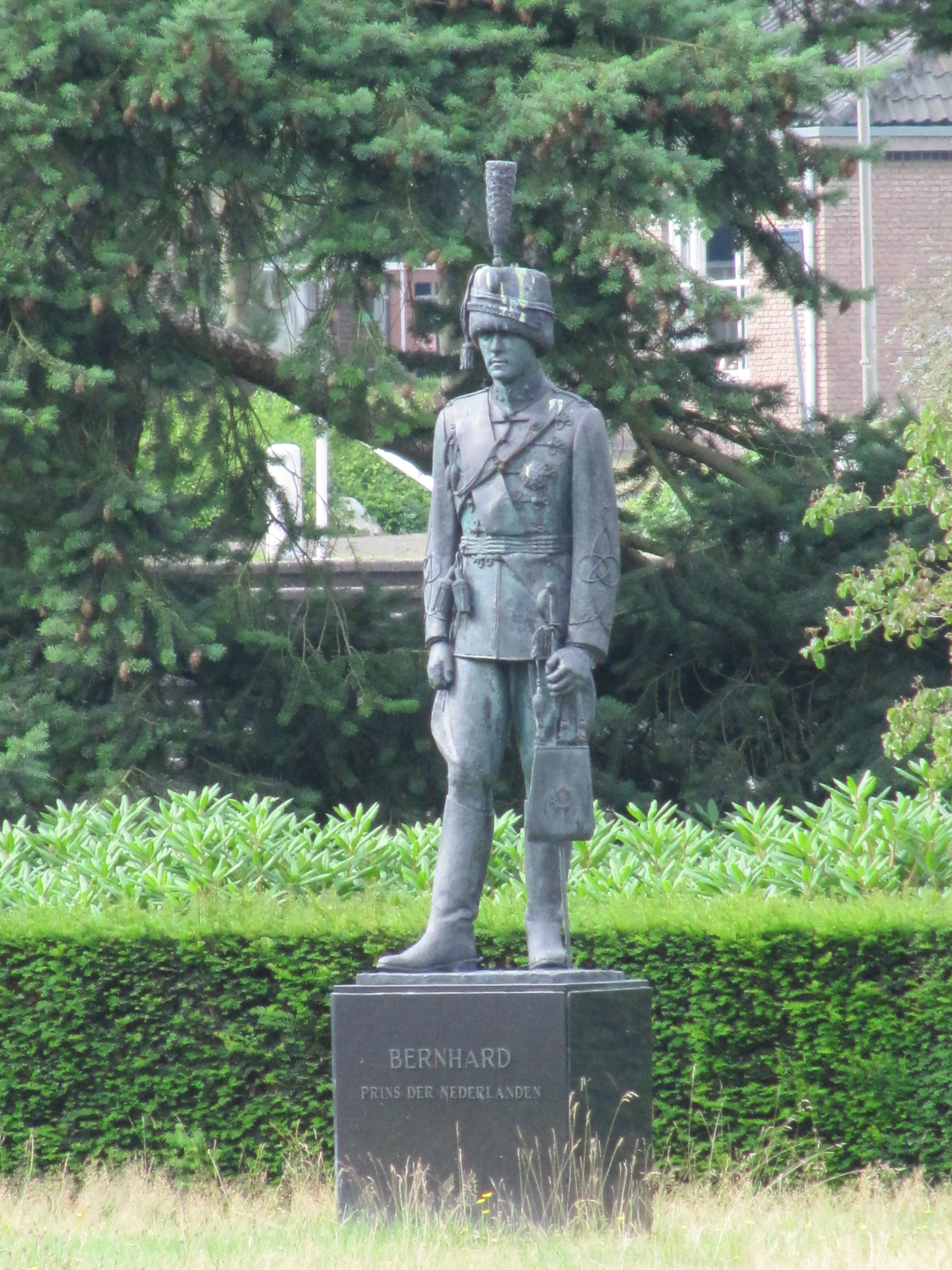
Standbeeld van prins Bernhard (1991), Amersfoort

De Groot werd in 1930 geboren als Thérèse Haider in Slovenië, onderdeel van het Koninkrijk Joegoslavië. Al op jonge leeftijd kwam zij in aanraking met de beeldhouwkunst, en bleek dat ze daar een bijzonder talent voor had. Ze werd opgeleid aan de Academie voor Beeldende Kunsten in Ljubljana. Ze liep stage bij Manzù in Italië, en na haar studie vertrok ze naar Oostenrijk. In 1958 trouwde ze in Wenen met de Nederlander J.N. (Jan) de Groot; samen kregen zij drie dochters. Na enige tijd in het buitenland te hebben gewoond vertrokken zij naar Nederland en vestigden zich in Den Haag.
In het begin legde De Groot zich toe op het maken van portretten, en verwierf daarmee haar eerste faam. Later maakte zij ook ideoplastisch werk en gaf zij lessen. Haar borstbeeld voor Pieter Jacob Six werd in 1987 onthuld in 's-Graveland door prins Bernhard. Vier jaar later maakte zij een standbeeld van prins Bernhard, dat geplaatst werd op het voorplein van de Bernhardkazerne in Amersfoort. Zij vervaardigde in 1990 voor Bronbeek het KNIL-monument, dat eveneens door prins Bernhard werd onthuld. Een kopie van dit beeld werd geplaatst op het het ereveld Pandu bij Bandung.
Naast haar activiteiten als beeldhouwster heeft De Groot veel gereisd; reisverslagen van haar hand zijn gepubliceerd in onder andere Elsevier en de Telegraaf. Ze gaf ook lezingen waarbij ze het onder meer opnam voor vrouwenrechten in met name China. De Groot was lid van het Schilderkundig Genootschap Pulchri Studio. Haar werk is te vinden zowel in Nederland als in Canada, Frankrijk, Ghana, Italië, Oostenrijk, Spanje, Slovenië en de Verenigde Staten van Amerika.
De Groot overleed in oktober 2011 op 81-jarige leeftijd in Den Haag.

## Werken (selectie)
- Monument ter nagedachtenis aan alle gevallenen van de Cavalerie (1984), Amersfoort
- Borstbeeld jhr. Pieter Jacob Six, ridder Militaire Willemsorde (1987), 's-Graveland
- KNIL-monument (1990) Bronbeek, Arnhem
- Standbeeld Prins Bernhard (1991), Amersfoort